# Fancy (Iggy Azalea)
Fancy is een single van Iggy Azalea van haar debuutalbum The New Classic uit 2014. Het nummer werd op 17 februari 2014 door Islands Records uitgegeven als de vierde single van het album. In het nummer werkt Azalea samen met de Engelse zangeres Charli XCX. Het nummer werd een grote hit en haalde in Canada en Nieuw-Zeeland de eerste plaats in de hitlijsten. Voor Charli XCX werd het haar grootste hit ooit.
De clip van dit nummer is geïnspireerd op de film Clueless, en werd ook op MTV Video Music Awards 2014 genomineerd voor vier prijzen (video van het jaar, beste vrouwelijke video, beste popvideo en beste artdirectie), maar bleef buiten de prijzen.